# Parti des communistes de la république de Moldavie
Le Parti des communistes de la république de Moldavie (en russe : Партия коммунистов Республики Молдова, en roumain : Partidul Comuniștilor din Republica Moldova, PCRM) est un parti politique communiste moldave. Il est dirigé par Vladimir Voronin, président de la République entre 2001 et 2009. C'est le seul parti communiste à avoir formé un gouvernement majoritaire dans les États post-soviétiques,,. Le PCRM se décrit comme un parti socialiste démocratique. Il a été diversement décrit comme communiste, moldaviste (en), et russophile,,.
Affilié à l'Union des partis communistes - Parti communiste de l'Union soviétique, il est également membre du Parti de la gauche européenne et de la Rencontre internationale des partis communistes et ouvriers. Contrairement à la plupart des partis de gauche et communistes aux vues similaires, en particulier dans le monde occidental, le parti a une vision conservatrice des questions sociales,, reflétant les vues de Voronin, les faibles droits LGBT en Moldavie, le fort conservatisme social du pays et l'influence de l'Église orthodoxe moldave.

## Histoire
Le PCRM est l'héritier du Parti communiste (en) de la République socialiste soviétique moldave, affilié au Parti communiste de l'Union soviétique. Contrairement à beaucoup d'anciens partis communistes des pays de la sphère d'influence soviétique, le PCRM n'a pas bifurqué vers un modèle de parti social-démocrate. Il a gardé comme insignes la faucille et le marteau. Le PCRM souhaite un rapprochement économique et politique avec la Russie alors que d'autres partis moldaves souhaitent un rapprochement avec la Roumanie.
Lors des élections législatives du 6 mars 2005, le parti est sorti largement en tête avec 45,98 % des voix et 56 des 101 sièges de l'Assemblée moldave. Le Premier ministre Vasile Tarlev, son gouvernement et le président du Parlement Marian Lupu sont issus de ses rangs. En avril 2009, le Parti est déclaré vainqueur des élections législatives, ce qui provoque des accusations de fraude et de nombreuses manifestations : des élections anticipées sont alors organisées en juillet, et sont remportées par l'opposition libérale. Le PCRM conserve néanmoins le groupe le plus important au parlement, avec 48 sièges sur 101. Le 11 septembre 2009, Vladimir Voronin a démissionné de son poste de président de la République et a été remplacé par Mihai Ghimpu, président par intérim. Lors de nouvelles élections, en avril 2010, le score du PCRM baisse de 6 %, et son nombre de sièges descend à 42.
En 2011, le parti se scinde par consentement mutuel entre Vladimir Voronin qui garde la direction de la moitié continuant à s'appeler « communiste », et Igor Dodon qui prend la direction de l'autre moitié, qui adhère au Parti des socialistes de la république de Moldavie, le faisant subitement grossir et adopter les mêmes orientations politiques que le PCRM.

## Idéologie
Selon l'art. 1 de ses statuts adoptés en 2008, le PCRM est le « successeur et héritier légitime du Parti communiste de Moldavie (en) tant par ses idées que par ses traditions ». Tout en épousant officiellement une doctrine communiste léniniste, il y a un débat sur son orientation politique réelle. En 2009, The Economist le considérait comme un parti de centre droit, communiste de nom seulement,. Le politologue roumain Vladimir Tismăneanu (en) postule que le parti n'est pas communiste au sens classique du terme en raison des nombreux changements intervenus depuis la dissolution de l'Union soviétique, mais qu'il est le successeur évident du Parti communiste de Moldavie, et non quelque chose d'étranger à celui-ci, pour sa nostalgie soviétique.
Pour sa dernière période de gouvernance, le PCRM a défini une nouvelle qualité de vie, la modernisation économique, l'intégration européenne et la consolidation de la société comme objectifs pour le pays. Pendant le temps du parti au gouvernement, le parti a adopté des politiques pro-russes, tout en restant attaché à l'intégration européenne. Bien qu'il soit connu pour avoir obtenu l'essentiel de son soutien auprès des retraités, il a également commencé depuis 2009 à attirer plus de voix des jeunes et à adopter une perspective populiste, qui a été minimisée pendant le temps du PCRM au gouvernement mais a refait surface au sein de l'opposition et au niveau extra-parlementaire. Contrairement aux partis sociaux populistes, dont certains combinent des politiques de gauche sur le volet socio-économique avec des positions nationalistes plus de droite, le PCRM n'est que marginalement populiste, et son idéologie principale continue d'être le marxisme-léninisme et le socialisme européen.
Le parti est connu pour sa position moldaviste (en), soutenant l'existence de la langue et de l'ethnie moldaves. Le parti considère le 28 juin 1940 comme « le jour où la Moldavie a été libérée par l'Union soviétique de l'occupation roumaine »,. Pour ces raisons, une partie de la presse (comme Oleg Serebrian) a décrit le parti comme anti-roumain.

## Résultats électoraux
| Année   | Voix         | %            | Sièges   | Gouvernement                                   |
| ------- | ------------ | ------------ | -------- | ---------------------------------------------- |
| 1998    | 487 002      | 30,01        | 40 / 101 | Opposition                                     |
| 2001    | 794 808      | 50,07        | 71 / 101 | Tarlev I                                       |
| 2005    | 716 336      | 45,98        | 56 / 101 | Tarlev II (2005–2008), Greceanîi I (2008–2009) |
| 04/2009 | 760 551      | 49,48        | 60 / 101 | Greceanîi II                                   |
| 07/2009 | 706 732      | 44,69        | 48 / 101 | Opposition                                     |
| 2010    | 677 069      | 39,34        | 42 / 101 | Opposition                                     |
| 2014    | 279 372      | 17,48        | 21 / 101 | Opposition                                     |
| 2019    | 53 172       | 3,75         | 0 / 101  | Extra-parlementaire                            |
| 2021    | En coalition | En coalition | 10 / 101 |                                                |